# Marland Yarde
Pour les articles homonymes, voir Yarde.

a Compétitions nationales et continentales officielles uniquement.

b Matchs officiels uniquement.
Dernière mise à jour le 1 mars 2025.
Marland Yarde, né le 20 avril 1992 à Castries (Sainte-Lucie), est un joueur international anglais de rugby à XV jouant au poste d'ailier. Il représente l'équipe d'Angleterre entre 2013 et 2017.

## Biographie

### Jeunesse et formation
Né à Castries (Sainte-Lucie), Marland Yarde émigre en Angleterre à 9 ans.
Alors qu'il a intégré le centre de formation du club de football de Londres Queens Park Rangers, il commence le rugby à 14 ans. Il obtient une bourse pour Whitgift School à South Croydon.

### Carrière en club

#### London Irish
Bien qu'il signe son premier contrat pro pour les London Irish en 2010, il ne joue qu'un match en coupe anglo-galloise — au cours duquel il inscrit un essai. Il est prêté pour le reste de la saison aux London Welsh, qui évolue en deuxième division.
Lors de la saison suivante, il a plus de temps de jeu et joue à neuf occasions, dont huit en championnat ; il inscrit deux essais, mais ils ont lieu lors d'une large victoire face à Gloucester, au cours de laquelle il était entré en deuxième mi-temps, une fois la victoire acquise.
En 2012-2013, il devient plus régulier, avec dix-neuf matchs joués en championnat, deux en coupe anglo-galloise et ses deux premiers matchs en coupe d'Europe, dans le Challenge européen. Il inscrit 7 essais, dont un triplé contre les Worcester Warriors.

#### Harlequins
Jouant un peu moins l'année suivante (14 matchs dont 1 en challenge, mais 8 essais inscrits), il signe en janvier 2014 un contrat de deux ans pour rejoindre les Harlequins dès la saison 2014-2015.
Il découvre dès lors la meilleure coupe d'Europe (il joue les six matchs de poule, mais ne parvient pas à se qualifier pour les quarts) et est régulier en championnat (19 matchs, 8 essais).

#### Sale Sharks
Fin octobre 2017, le directeur du rugby des Harlequins annonce que Yarde a manqué trois entraînements et est sur le point de rejoindre un autre club. Le 1er novembre, il est annoncé à Sale Sharks, pour trois ans. Ce départ précipité est polémique dans son club : son ancien coéquipier Chris Robshaw déclare à ce sujet : « je suis très déçu de lui. Marland a malheureusement épuisé tous ses jokers, et pour nous en tant que club, ça va désormais être un meilleur endroit à vivre. »
En septembre 2022, Yarde déclare sur ses réseaux sociaux qu'il a été arrêté en janvier de la même année, mais qu'il a été libéré sans charges retenues contre lui,. L'entraîneur de Sale, Alex Sanderson, a ensuite confirmé qu'il a quitté le club d'un consentement mutuel après la saison 2021-2022.

#### Aviron bayonnais
Le 24 décembre 2022, l'Aviron bayonnais annonce son recrutement pour le reste de la saison, pour pallier les blessures de longue durée de Gaëtan Germain et de Teiva Jacquelin notamment, puis au départ de Martín Bogado en janvier 2023.

### Carrière internationale

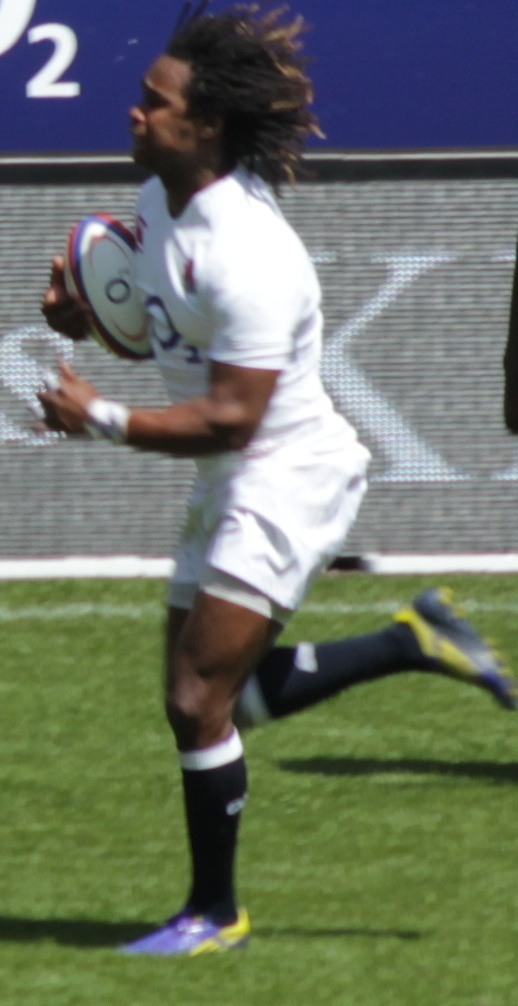
Marland Yarde en action lors de son tout premier match sous le maillot anglais, face aux Barbarians, en 2013.

Après avoir joué un match contre les Barbarians le 26 mai 2013 (un essai), il obtient sa première cape internationale officielle avec l'Angleterre le 15 juin 2013 à l’occasion d’un test match contre l'équipe d'Argentine à Buenos Aires (Argentine). Titulaire, il joue tout le match et inscrit deux essais pour une victoire 16-51.
Lors de la tournée de novembre de la même année, il est à nouveau titulaire contre l'Australie (victoire 20-13). Il manque cependant les deux matchs suivants, contre l'Argentine et la Nouvelle-Zélande pour cause de blessure. Cette blessure à la hanche subie lors d'un match contre les Leicester Tigers le fait aussi rater le Tournoi des Six Nations 2014 alors qu'il faisait partie de la liste ; il reste tout de même dans le groupe, puisqu'il s'entraîne avec lui pour les deux derniers matchs contre le pays de Galles et l'Italie.
Il revient néanmoins pour la tournée de juin en Nouvelle-Zélande et est aligné titulaire pour les trois matchs, lesquels se soldent tous par des défaites, bien que Yarde ait inscrit deux essais.
Il a ensuite également pris part à la tournée de novembre 2014, face aux Samoa et à l'Australie, deux victoires (aucun essai inscrit).
Il prend part en 2016 à deux matchs de la tournée de juin, contre le pays de Galles puis l'Australie, lors desquels il marque un essai chacun. Il fait à nouveau partie de l'équipe qui dispute la tournée de novembre, contre l'Afrique du Sud et l'Australie, et inscrit un nouvel essai contre ces derniers.
Il n'est cependant pas retenu pour le tournoi des Six Nations 2017, mais rejoint le groupe pour la tournée de juin, contre l'Argentine : il joue deux matchs et inscrit un essai.

## Statistiques en équipe nationale
Marland Yarde compte treize sélections pour 40 points inscrits (8 essais).

### Liste des essais
| Essai | Adversaire       | Lieu                       | Stade                  | Compétition | Date            | Résultat |
| 0     | Barbarians       | Londres, Angleterre        | Stade de Twickenham    | Test match  | 26 mai 2013     | 40-12    |
| 1     | Argentine        | Buenos Aires, Argentine    | Stade José Amalfitani  | Test match  | 15 juin 2013    | 26-51    |
| 2     | Argentine        | Buenos Aires, Argentine    | Stade José Amalfitani  | Test match  | 15 juin 2013    | 26-51    |
| 3     | Nouvelle-Zélande | Dunedin, Nouvelle-Zélande  | Forsyth Barr Stadium   | Test match  | 14 juin 2014    | 28-27    |
| 4     | Nouvelle-Zélande | Hamilton, Nouvelle-Zélande | Waikato Stadium        | Test match  | 21 juin 2014    | 36-13    |
| 5     | Pays de Galles   | Londres, Angleterre        | Stade de Twickenham    | Test match  | 29 mai 2016     | 27-13    |
| 6     | Australie        | Brisbane, Australie        | Lang Park              | Test match  | 11 juin 2016    | 28-39    |
| 7     | Australie        | Londres, Angleterre        | Stade de Twickenham    | Test match  | 3 décembre 2016 | 37-21    |
| 8     | Argentine        | Santa Fe, Argentine        | Stade Estanislao Lopez | Test match  | 17 juin 2017    | 25-35    |